# 마경초집언해

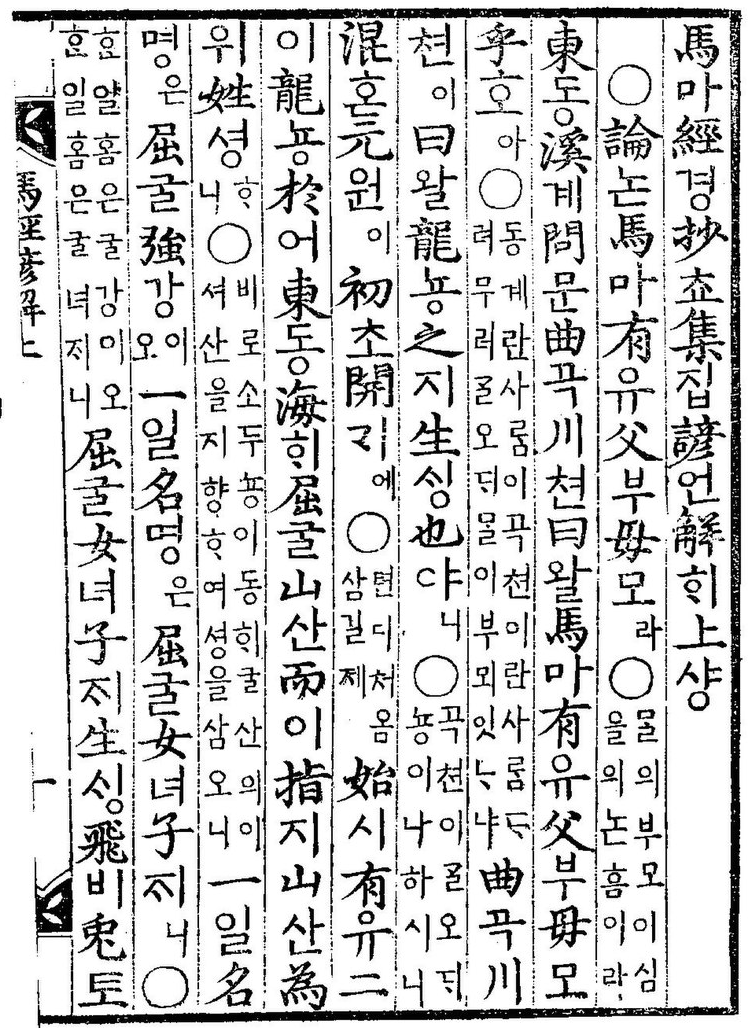
마경초집언해

마경초집언해(馬經抄集諺解)는 조선 후기 말의 치료법을 모은 수의학 의서인 《마경대전》과 《신편집성마의방》을 추려 모아 한글로 번역한 책이다. 무신인 이서가 간행하였다는 주장이 있으나, 정확한 시기나 저자는 알 수 없다.